# Bon Samaritain
Pour les articles homonymes, voir Samaritain (homonymie) et Le Bon Samaritain (homonymie).

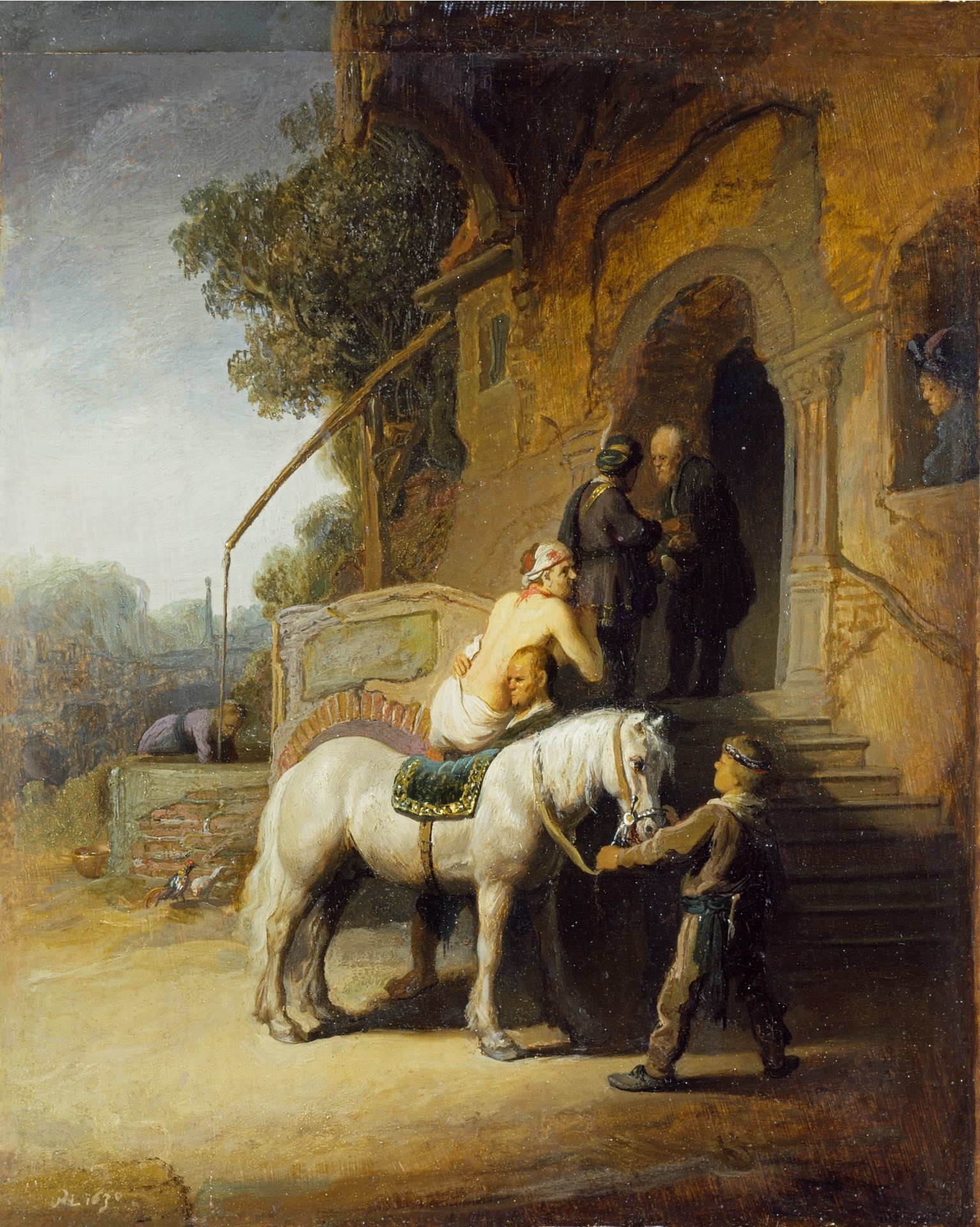
Le Bon Samaritain,
Rembrandt, 1632-1633, Wallace Collection, Londres.

Le Bon Samaritain est une parabole du Nouveau Testament dont se sert Jésus de Nazareth pour illustrer sa définition de l'« amour du prochain ». Il répond à une question qui lui est posée à propos de la « Règle d'or » de l'Ancien Testament : « Tu aimeras ton prochain comme toi-même » (Lévitique 19:18).
Cette parabole ne figure que dans l’Évangile selon Luc (Lc 10:25-37). Dans le domaine de l'exégèse biblique, elle fait partie du Sondergut de cet évangéliste.

## L’Évangile selon Luc

### La composition
L'Évangile selon Luc reprend en partie celui de Marc : 364 versets environ, selon Daniel Marguerat. Luc y insère plusieurs passages d'inégale longueur, dont la « grande incise » (Lc 9:51-18:14), qui relate le voyage de Jésus à Jérusalem et contient la parabole du Bon Samaritain. Celle-ci remplace la péricope correspondante en Mc 12:28 sur le « plus grand commandement ».

### La péricope de Marc
« Un des scribes, qui les avait entendus discuter, sachant que Jésus avait bien répondu aux sadducéens, s’approcha, et lui demanda : Quel est le premier de tous les commandements ?
Jésus répondit : Voici le premier : Écoute, Israël, le Seigneur, notre Dieu, est l’unique Seigneur ;
et : Tu aimeras le Seigneur, ton Dieu, de tout ton cœur, de toute ton âme, de toute ta pensée, et de toute ta force.
Voici le second : Tu aimeras ton prochain comme toi-même. Il n’y a pas d’autre commandement plus grand que ceux-là.
Le scribe lui dit : Bien, maître ; tu as dit avec vérité que Dieu est unique, et qu’il n’y en a point d’autre que lui,
et que l’aimer de tout son cœur, de toute sa pensée, de toute son âme et de toute sa force, et aimer son prochain comme soi-même, c’est plus que tous les holocaustes et tous les sacrifices.
Jésus, voyant qu’il avait répondu avec intelligence, lui dit : Tu n’es pas loin du royaume de Dieu. Et personne n’osa plus lui proposer des questions. »

### La version de Luc
Un docteur de la Loi essaie de mettre Jésus à l’épreuve en lui demandant : « Maître, que dois-je faire pour avoir en héritage la vie éternelle ? » À cette question Jésus répond par une autre question : « Dans la Loi, qu’y a-t-il d’écrit ? Comment lis-tu ? » Le docteur de la Loi répond : « Tu aimeras le Seigneur ton Dieu de tout ton cœur, de toute ton âme, de toute ta force et de tout ton esprit ; et ton prochain comme toi-même ». Cette phrase reprend deux versets du Pentateuque : « Tu aimeras le Seigneur, ton Dieu, de tout ton cœur, de toute ton âme et de toute ta force » (Deutéronome 6:5)  et « Tu aimeras ton prochain comme toi-même » (Lv 19,18).
« Tu as bien répondu, lui dit Jésus ; fais cela et tu vivras ». Le docteur de la Loi va alors poursuivre par la question sur le sens du mot  « prochain », à laquelle répond la parabole.

### La parabole

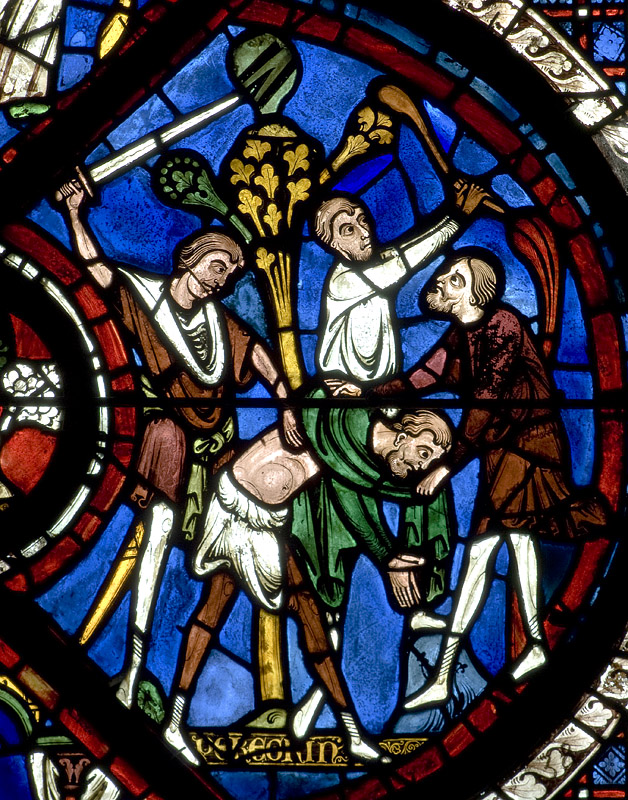
Le voyageur attaqué par les bandits : vitrail du Bon Samaritain de la cathédrale Notre-Dame de Chartres (XIIIe siècle).

La parabole met en scène un voyageur, attaqué et laissé pour mort par des bandits. Un cohen (prêtre) et un lévite, tous deux juifs, incarnant l’orthodoxie religieuse de l’époque, passent à côté de lui et ne s’en préoccupent pas, par respect pour leur obligation de servir au temple. Or un Samaritain, représentant d’une population que les Juifs tiennent pour impie, se montre capable de compassion envers l'inconnu grièvement blessé qui n’est pas de sa religion. Ce Samaritain donnera de son temps et de son argent pour lui sauver la vie.

### Le texte de Luc
« Un docteur de la loi se leva, et dit à Jésus, pour l’éprouver : Maître, que dois-je faire pour hériter la vie éternelle ?
Jésus lui dit : Qu’est-il écrit dans la loi ? Qu’y lis-tu ?
Il répondit : Tu aimeras le Seigneur, ton Dieu, de tout ton cœur, de toute ton âme, de toute ta force, et de toute ta pensée ; et ton prochain comme toi-même.
Tu as bien répondu, lui dit Jésus ; fais cela, et tu vivras.
Mais lui, voulant se justifier, dit à Jésus : Et qui est mon prochain ?
Jésus reprit la parole, et dit : Un homme descendait de Jérusalem à Jéricho. Il tomba au milieu des brigands, qui le dépouillèrent, le chargèrent de coups, et s’en allèrent, le laissant à demi mort.
Un sacrificateur, qui par hasard descendait par le même chemin, ayant vu cet homme, passa outre.
Un Lévite, qui arriva aussi dans ce lieu, l’ayant vu, passa outre.
Mais un Samaritain, qui voyageait, étant venu là, fut ému de compassion lorsqu’il le vit.
Il s’approcha, et banda ses plaies, en y versant de l’huile et du vin ; puis il le mit sur sa propre monture, le conduisit à une hôtellerie, et prit soin de lui.
Le lendemain, il tira deux deniers, les donna à l’hôte, et dit : Aie soin de lui, et ce que tu dépenseras de plus, je te le rendrai à mon retour.
Lequel de ces trois te semble avoir été le prochain de celui qui était tombé au milieu des brigands ?
C’est celui qui a exercé la miséricorde envers lui, répondit le docteur de la loi. Et Jésus lui dit : Va, et toi, fais de même. »

## La tradition juive

### La «Règle d'or»
La question que pose le docteur de la Loi, dans cet épisode du Nouveau Testament, porte sur le sens du mot « prochain » (ou « proche » selon la traduction). Ce terme apparaît dans un passage du Lévitique, 19:17-18 : « Tu n’auras pas dans ton cœur de haine pour ton frère. Tu dois réprimander ton compatriote et ainsi tu n’auras pas la charge d’un péché. Tu ne te vengeras pas et tu ne garderas pas de rancune envers les enfants de ton peuple. » Ici intervient le précepte : « Tu aimeras ton prochain comme toi-même (Lv 19:18). » C'est cette phrase que cite l’Évangile selon Luc juste avant la parabole.
La tradition juive attache une importance fondamentale à cette prescription, couramment appelée  « Règle d'or ». Hillel, au Ier siècle, en fait la source du principe de réciprocité, qui résume toute la Torah, s’il est complété par l’étude.
Rabbi Akiva commente, au IIe siècle, cette « Règle d'or » : « principe de base de la Torah » et « loi la plus importante », lors de la discussion qui l’oppose à Ben Azzaï, et compare l’emplacement central de ce précepte — au milieu du Lévitique, lui-même au milieu des cinq Livres de la Torah — à l’emplacement du Tabernacle au milieu du cortège des Hébreux.

### Le «prochain» selon le Lévitique
La signification du mot « proche » ou « prochain » n’est pas explicitée dans le commandement de Lévitique 19:18. Le terme utilisé provient de la racine רעה. Il signifie proche, ami ou encore l’autre, l’interlocuteur. On le retrouve notamment en Genèse 11:3 (« ils se dirent l’un à l’autre ») et 11:7 (« afin qu’ils n’entendent pas le langage l’un de l’autre »), Exode 20:16 et 20:17 (9e et 10e Commandements), Juges 6:29 (« ils se dirent les uns aux autres ») ou en Proverbes 25:17 (« la maison de ton prochain / de ton ami »). Cependant, la définition de celui qu'il faut aimer comme soi-même selon Lévitique 19:18 s'étend à l'hôte étranger quelques versets plus loin : « Vous traiterez l’étranger en séjour parmi vous comme un indigène du milieu de vous ; vous l’aimerez comme vous-mêmes, car vous avez été étrangers dans le pays d’Égypte. »

### Les relations entre les Juifs et les Samaritains
Le peuple des Samaritains évoqué dans le Deuxième Livre des Rois se dit descendant des Hébreux et en particulier de Jacob. Leur religion se fonde sur le seul Pentateuque et ils refusent la centralité religieuse de Jérusalem. Au retour de leur captivité à Babylone, les Juifs ont refusé de les admettre parmi eux. Depuis lors, les deux communautés évitent tout contact.
D’après Flavius Josèphe, cette hostilité réciproque se serait envenimée à la suite d’une profanation du Temple de Jérusalem, des Samaritains y ayant jeté des ossements humains sous les portiques. Circonstance aggravante au regard du judaïsme, le fait de manipuler des ossements humains, et donc de toucher un cadavre, est interdit. C’est à la suite de ces événements que, selon Josèphe, les Samaritains n’ont plus accès au lieu saint et que, pour leur part, les Juifs préfèrent ne pas s’aventurer en Samarie.

### Le témoignage des Évangiles

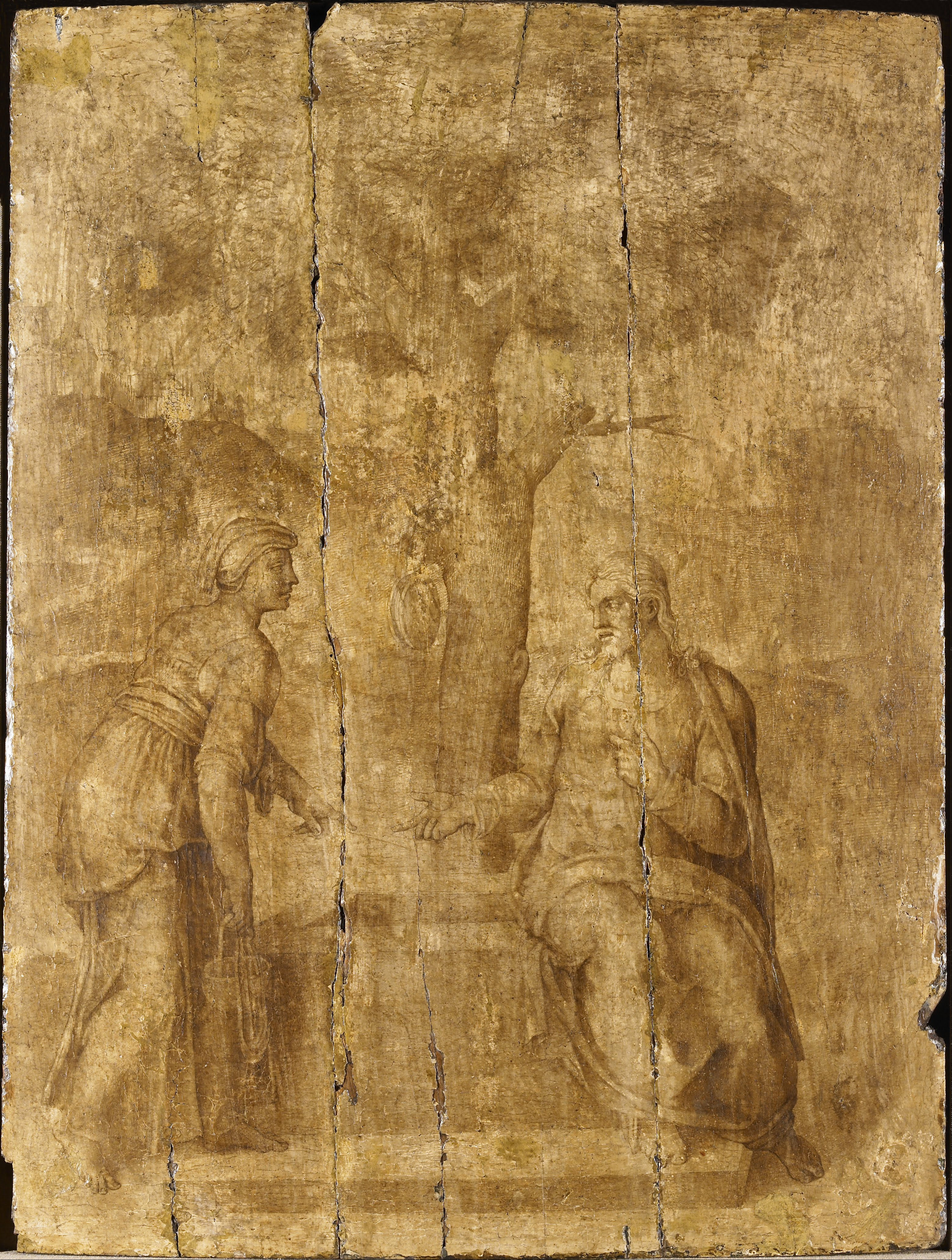
Le Christ et la Samaritaine (attribué à Michel-Ange).

Le Nouveau Testament garde la trace de ces relations difficiles. Ainsi, l'Évangile selon Luc affirme que, pour les Samaritains, offrir l’hospitalité à un Juif représenterait la violation d’un interdit, au point qu’ils refusent d’accueillir les voyageurs en route vers le Temple de Jérusalem : « Jésus envoya des messagers en avant de lui. S’étant mis en route, ils entrèrent dans un village samaritain pour tout lui préparer. Mais on ne le reçut pas, parce qu’il faisait route vers Jérusalem. » De même dans l'Évangile selon Jean, lors de l’épisode du puits de Jacob, quand Jésus lui demande de l’eau, la Samaritaine répond : « Comment ! toi, qui es juif, tu me demandes à boire, à moi qui suis une femme samaritaine ? » Et Jean d’ajouter : « Les Juifs en effet n’ont pas de relations avec les Samaritains. » Par tradition, mais aussi en raison de la profanation du Temple, les Juifs tiennent les Samaritains pour des païens, voire des suppôts de Satan, et c’est à ce titre qu’ils manifestent leur opposition à Jésus : « Les Juifs lui répondirent : “N’avons-nous pas raison de dire que tu es un Samaritain et que tu as un démon ?” » .

### Le prêtre et le lévite
D’après le récit évangélique, l’homme agressé par les brigands est grièvement blessé, « à demi mort ». Dans ce cas, les deux Juifs qui l’aperçoivent au bord de la route ne peuvent pas, en principe, le toucher.
Selon les règles de la Torah, l’interdit sur le fait de toucher les morts concerne l’ensemble de la communauté, tout en admettant quelques exceptions dues à des liens de proche parenté. Le Livre des Nombres (Nb 19:11-13) définit la période des sept jours d’impureté qui suivent tout contact avec un mort. Le grand prêtre, quant à lui, ne peut en aucune circonstance transgresser cet interdit (Lv 21:11). D’une façon générale, la règle s’applique de façon plus rigoureuse aux serviteurs du Temple, prêtres et lévites. Ces derniers, servants des prêtres (Nb 3:7-8), obéissent à des lois de pureté comparables. Il est strictement interdit aux grands prêtres et aux nazirs d'entrer en contact avec un cadavre.
Or les deux passants mentionnés dans la parabole sont un prêtre (un cohen, ou sacrificateur) et un lévite. Comme le souligne  Wilbert Kreiss, ce prêtre et ce lévite se rendent peut-être à Jérusalem, pour officier au Temple. Dans ces conditions, le simple fait de toucher du sang, et à plus forte raison un cadavre, les « disqualifierait » dans l’exercice de leur service.
De ce fait, la parabole montre un prêtre et un lévite légalement irréprochables : ils ont respecté la loi à la lettre. Par contraste, le samaritain n'est pas tenu par cette loi, mais a été « saisi de compassion » par la scène. « Lequel des trois, à ton avis, a été le prochain de l’homme tombé? » Jésus ne donne pas ici une législation nouvelle, mais se contente de dire « Va, et toi aussi, fais de même. »

## Interprétations

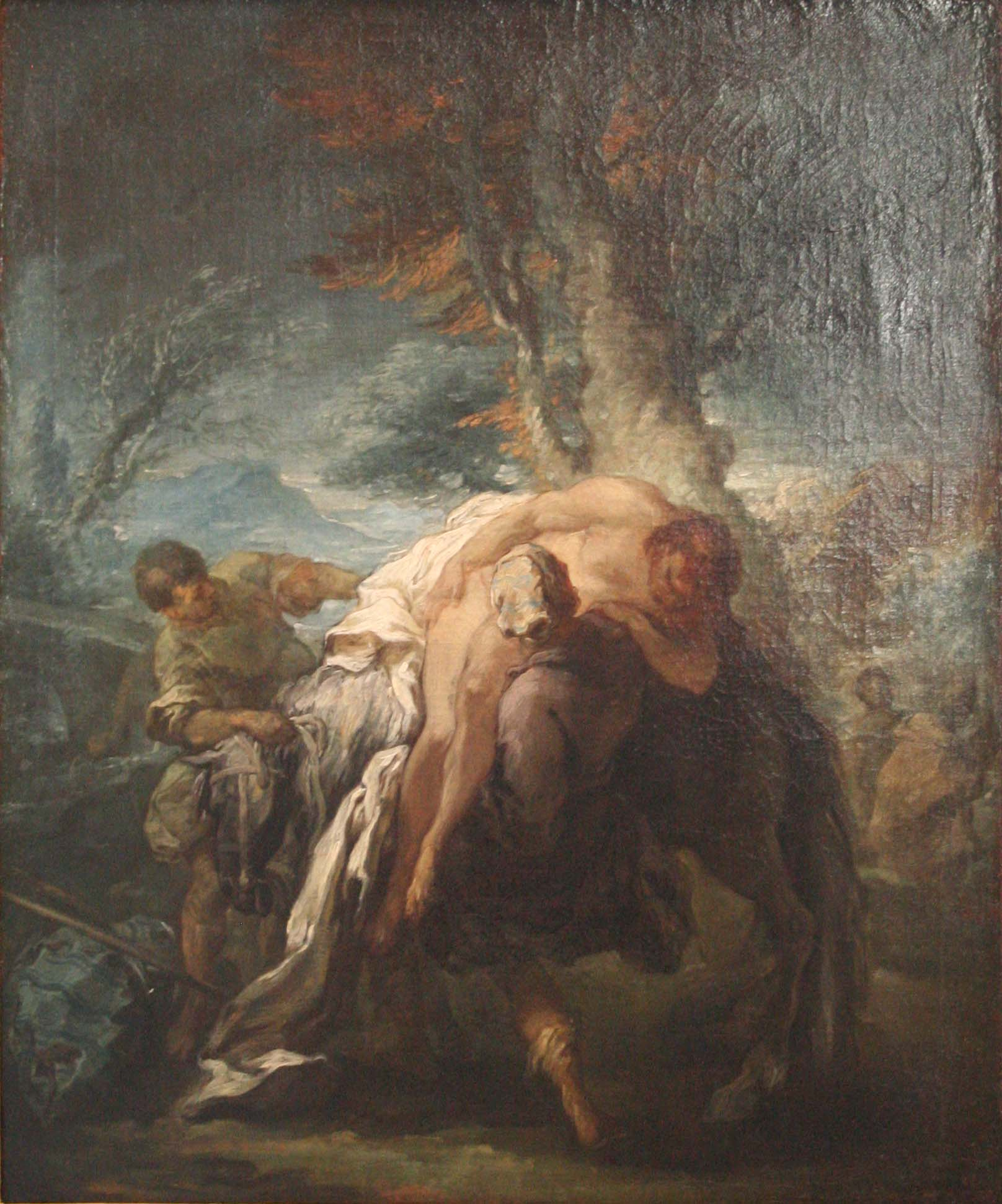
Le Bon Samaritain par Charles André van Loo.

En raison de son caractère polysémique, la parabole du Bon Samaritain a donné lieu à des milliers de commentaires, comme le rappelle André Gounelle, qui   relève une particularité : tous les protagonistes ont une fonction définie (le cohen ou sacrificateur, le lévite, le Samaritain et l'hôtelier), à l'exception du blessé. Celui-ci est décrit comme « un homme », sans autre précision, de sorte que « la diversité des interprétations vient de ce qu’elles confèrent des visages et des personnalités différentes à ce blessé dont on ignore tout. Elles remplissent chacune à sa manière un vide ou un silence du texte ».
André Gounelle distingue trois grands types d'explications : le thème de la chute d'Adam, celui de l'éthique chrétienne et enfin les implications historiques.

### Interprétations traditionnelles

#### La chute d’Adam
Au Moyen Âge, la parabole du Bon Samaritain représente l'histoire de l'humanité depuis la chute d'Adam jusqu'à la rédemption par Jésus-Christ : le voyageur symbolise le genre humain pendant que les brigands figurent les forces du mal, le péché et la souffrance qui blessent l'homme et l'abandonnent ensuite. Le cohen et le lévite qui ne lui portent pas secours correspondent dans cette interprétation à l'Ancien Testament, impuissant à soulager la souffrance humaine, tandis que le Samaritain est Jésus lui-même, venu sauver l'humanité en la conduisant vers l'hôtellerie, c'est-à-dire son Église. Ainsi Jésus est-il le « prochain », celui qui se penche sur l'homme et prend soin de lui.
Des indications détaillées proviennent d’Origène, qui, dans ses Commentaires sur l’Évangile selon Luc, voit une allégorie dans cette parabole : l’homme attaqué représente Adam après la chute, Jérusalem est le paradis, Jéricho est le monde ; les brigands sont les forces hostiles, et les blessures, les péchés ; le cohen  représente la Loi, le lévite signifie les Prophètes, l’auberge qui accueille le blessé est l’Église, et lorsque le Bon Samaritain, c’est-à-dire le Christ rédempteur, déclare qu’il va revenir, il promet par là son retour sur Terre.
L’image du Bon Samaritain se retrouve dans les vitraux des cathédrales médiévales, à Chartres, Bourges ou Sens, indissociable du thème de la chute d’Adam : placé symétriquement par rapport à Adam, le Bon Samaritain symbolise le rédempteur, le Christ (nouvel Adam) lui-même, mais aussi le disciple du Christ qui participe lui aussi à la rédemption. Ce lien en miroir entre la chute d’Adam et l’élévation du Christ doit sa diffusion à différents  docteurs de l’Église et à des théologiens reconnus par les orthodoxes comme par les catholiques, parmi lesquels Irénée de Lyon, Clément d’Alexandrie et Origène, mais aussi Augustin d'Hippone, Jean Chrysostome, ou Ambroise de Milan, qui propose, de voir le Samaritain comme une représentation du Christ. Le chrétien est à la fois le blessé abandonné au péché, qui se laisse sauver par le Christ, et l'hôtelier à qui est confiée la Parole divine pour qu'il l'utilise sans limite, jusqu'à Son retour, pour prendre soin de son prochain.

#### Le devoir du croyant

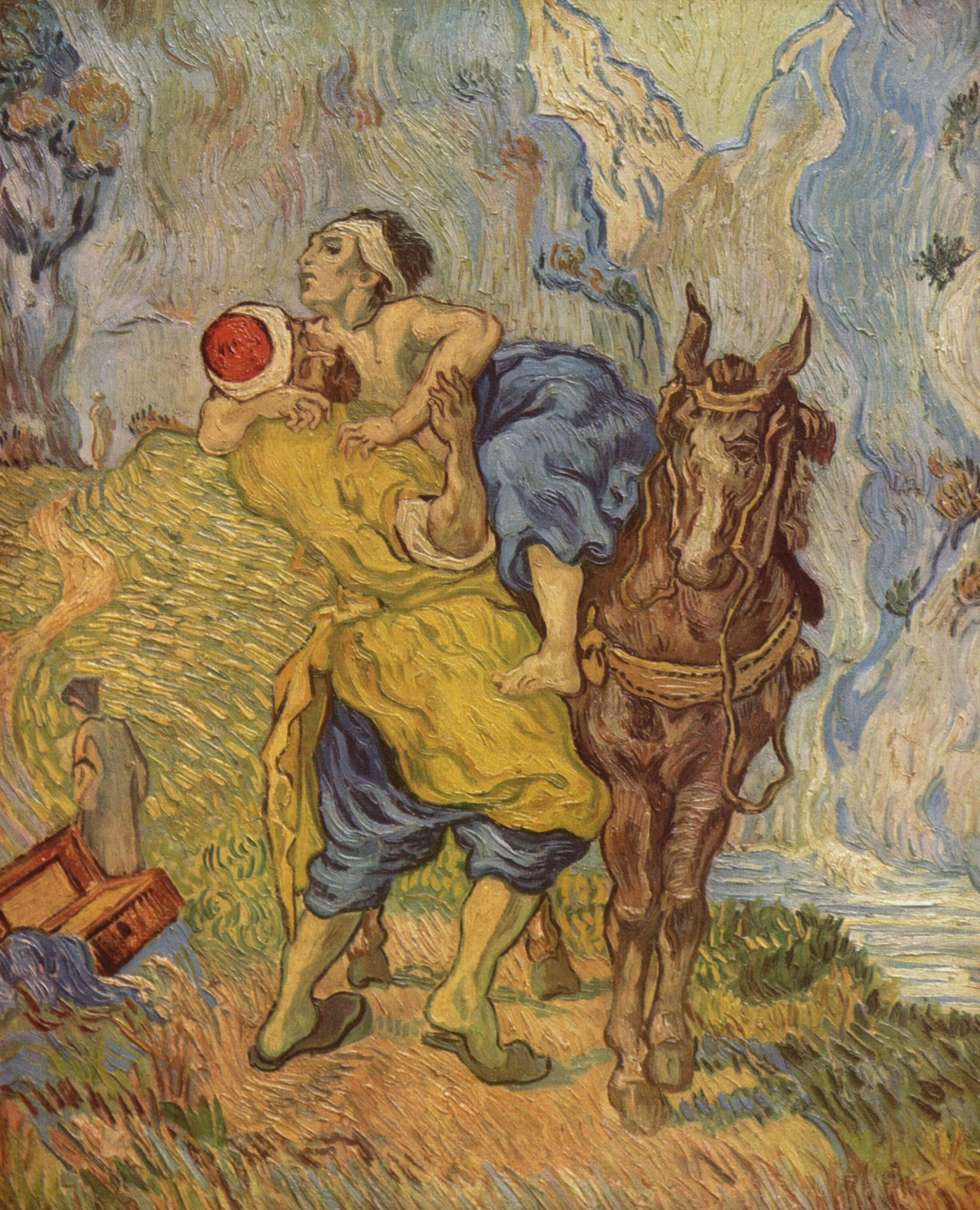
Le Bon Samaritain,
Van Gogh, 1890, musée Kröller-Müller, Otterlo.

Une deuxième interprétation, plus habituelle dans l'exégèse 
chrétienne contemporaine, n'identifie plus le chrétien au blessé, mais au Samaritain, sur lequel il lui faut prendre exemple afin de secourir ses semblables. Par contraste, le cohen et le lévite symbolisent l'observance d'une religion purement formelle qui ne se préoccupe guère de la pratique, critique dont Jésus est coutumier envers le judaïsme de son temps : si tous deux refusent de s'approcher du blessé, cela signifie qu'ils craignent d'enfreindre les règles de pureté rituelle en se souillant par le contact du sang. Dès lors, une telle explication porte moins sur le sens du verbe « aimer » que sur l'interrogation du docteur de la Loi : « Qui est mon prochain ? ».
À cette question, Jésus donne une réponse originale : selon cette interprétation, « le prochain ne se définit pas par la catégorie sociale, ethnique ou religieuse à laquelle il appartient. C’est quelqu’un qu’on croise accidentellement, qui a besoin d’aide et que l’on secourt. Le prochain est celui dont on s’approche », observe André Gounelle.
À l'époque de Jésus, celle du Second Temple, ce point provoque en effet des  tensions au sein du judaïsme : pendant que certains pharisiens et esséniens limitent la notion de « prochain » aux membres de leurs mouvements respectifs, la majorité des rabbins considèrent que les Juifs en tant que tels, le peuple élu dans sa totalité, sont ce « prochain ». Mais, à l'inverse, ils excluent du commandement d'amour formulé en Lv 19:18 ceux qui n'appartiennent pas à ce peuple, c'est-à-dire les « païens » et les « idolâtres », tandis que d'autres récusent cette vision restrictive et affirment que le genre humain dans son ensemble est ce « prochain ». En ce sens, constate Daniel Marguerat, ce commandement jugé fondamental par le judaïsme au  temps de Hillel n'est pas simplement récapitulé par Jésus : l'amour pour autrui s'étend dans l'enseignement christique aux ennemis et aux persécuteurs, par exemple en Mt 5:44.

#### L'optique historique
Plus rare que les deux précédentes interprétations, celle-ci perçoit la parabole comme une allégorie de l'Église primitive : le blessé représente la communauté des premiers chrétiens après le voyage de Jésus à Jérusalem, qui s'est achevé par sa crucifixion. Ainsi, ajoute André Gounelle, le récit évangélique pourrait-il constituer une « allusion peut-être à la Croix, en tout cas à la persécution des premiers disciples. L’homme blessé, à demi mort, symboliserait le crucifié et le groupe des fidèles de Jésus, en piteux état après Golgotha », et seuls seraient capables de redonner vie à cette communauté mourante les « pagano-chrétiens » figurés par le Samaritain.
L'histoire du Bon Samaritain aurait donc pour fonction d'évoquer les transformations de l'Église de Jérusalem, principalement dues à l’influence de Paul de Tarse. Cette hypothèse semble confirmée par le fait que cette parabole n'est mentionnée que par l'évangéliste Luc, lui-même disciple de Paul et dont les écrits s'adressent aux milieux hellénistiques.

### Autres interprétations
Hugues de Saint-Victor ne voit pas la vertu comme un travail sur soi gagné par de bonnes actions, mais comme un don de Dieu reçu à travers l’autre. Le péché dans le Nouveau Testament n’est pas de commettre un acte moralement mauvais, mais de tourner le dos, de faillir à cette relation libre, et donc fragile, que le Samaritain représente.
Ivan Illich affirme qu’une longue tradition liturgique s’est contentée de trouver dans cette parabole un exemple de bon comportement. Cette dimension morale dissimule ce que la parabole avait de radical et nouveau à l’époque. Illich propose de voir le Samaritain comme un Palestinien prenant soin d’un Juif blessé. En plus d'outrepasser sa préférence ethnique afin de prendre soin de son semblable, il commet une sorte de trahison en s’occupant de son ennemi. En faisant cela il exprime sa liberté de choix, répondant ainsi à la question « qui est mon prochain ? » non par l’expression d’un devoir, mais par un don librement offert.
Le pape François propose une interprétation nouvelle de la parabole dans son encyclique Fratelli Tutti en son chapitre II intitulé « Un étranger sur le chemin ». Il invite le lecteur à prendre la place de chaque personnage du récit : "tous nous sommes ou avons été comme ces personnages : nous avons tous quelque chose d’un brigand, quelque chose de ceux qui passent outre, quelque chose du bon Samaritain." (verset 69)

## Le Bon Samaritain dans les arts

### Peinture
Le Bon Samaritain est une figure traditionnelle de la peinture religieuse, à la fois dans les mondes orthodoxe et catholique. Il a été notamment représenté par Rembrandt en 1632-1633, Luca Giordano dans Le Bon Samaritain vers 1650, George Frederic Watts (1817-1904), Gustave Doré, Gustave Moreau, Alexandre-Gabriel Decamps, vers 1853, Van Gogh en 1890, Maurice Denis en 1898, Aimé-Nicolas Morot (1850-1913), Maximilien Luce (1858-1941), ou encore le sculpteur François Sicard (1862-1934), dont le Bon Samaritain se trouve à Paris, au jardin des Tuileries… Dans toutes ces œuvres, le personnage apparaît en lui-même, sans implications théologiques autres que la parabole.

Le Bon Samaritain dans l'art
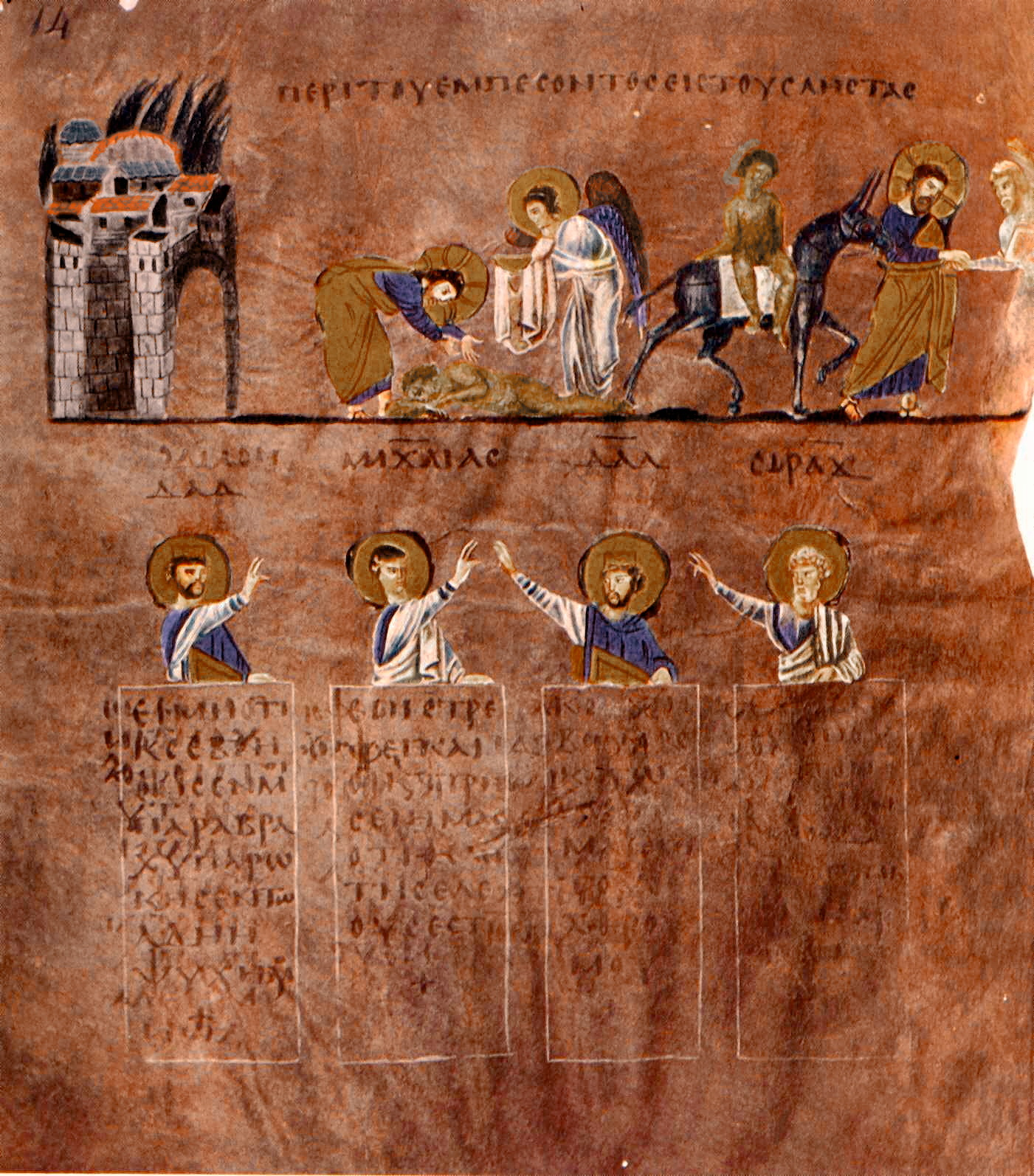
Le Bon Samaritain Codex Purpureus Rossanensis, VIe siècle Musée diocésain de Rossano (Calabre).
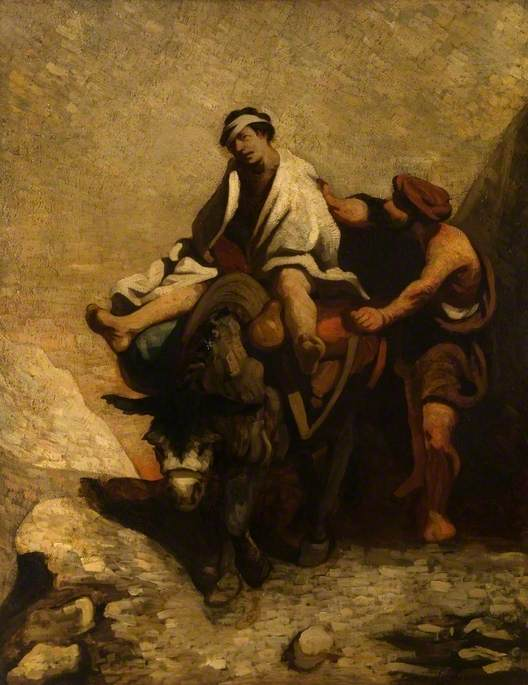
Bon Samaritain Honoré Daumier, 1850–1860 Collection Burrell, Glasgow.
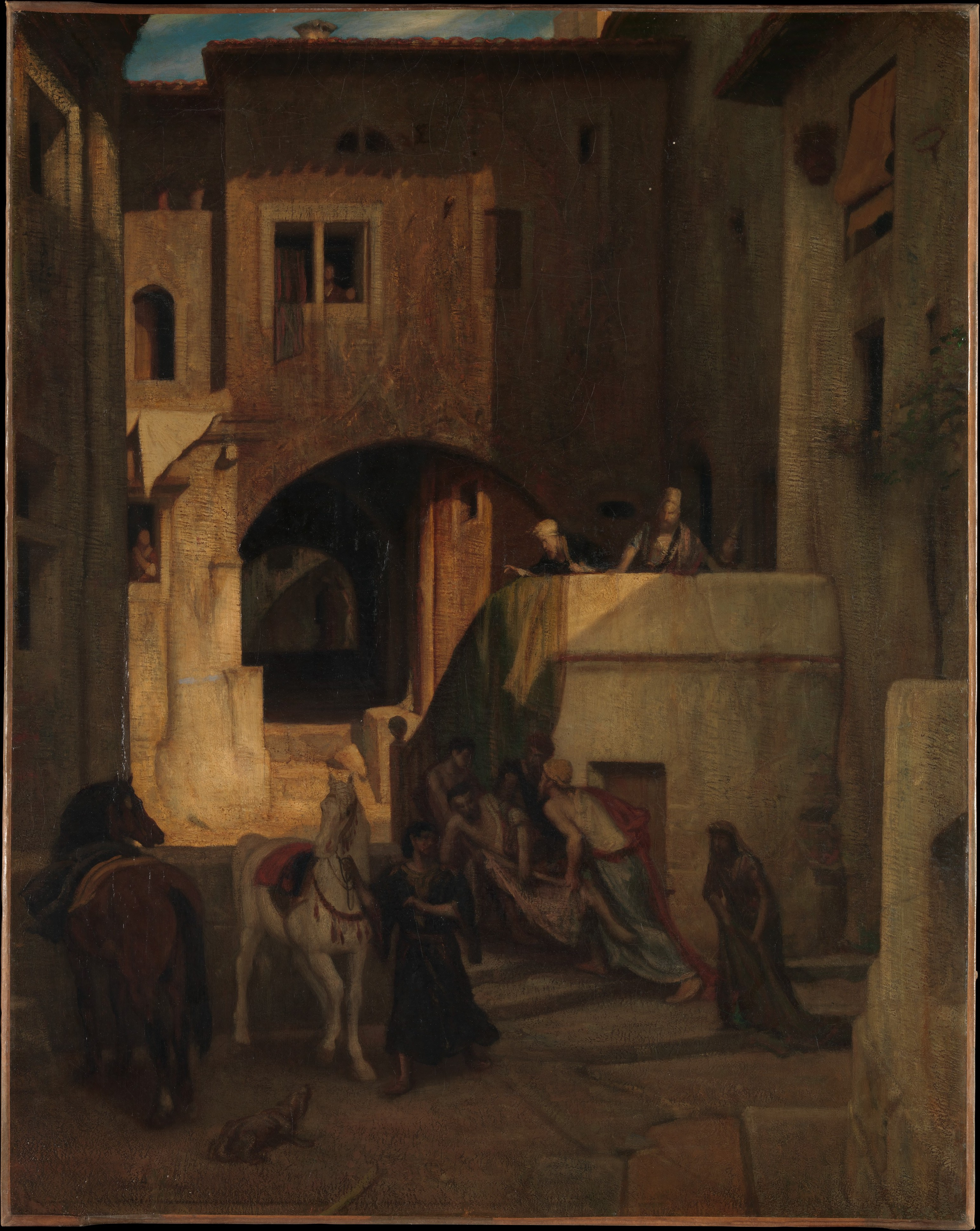
Le Bon Samaritain Alexandre-Gabriel Decamps, vers 1853 Metropolitan Museum of Art, New York.
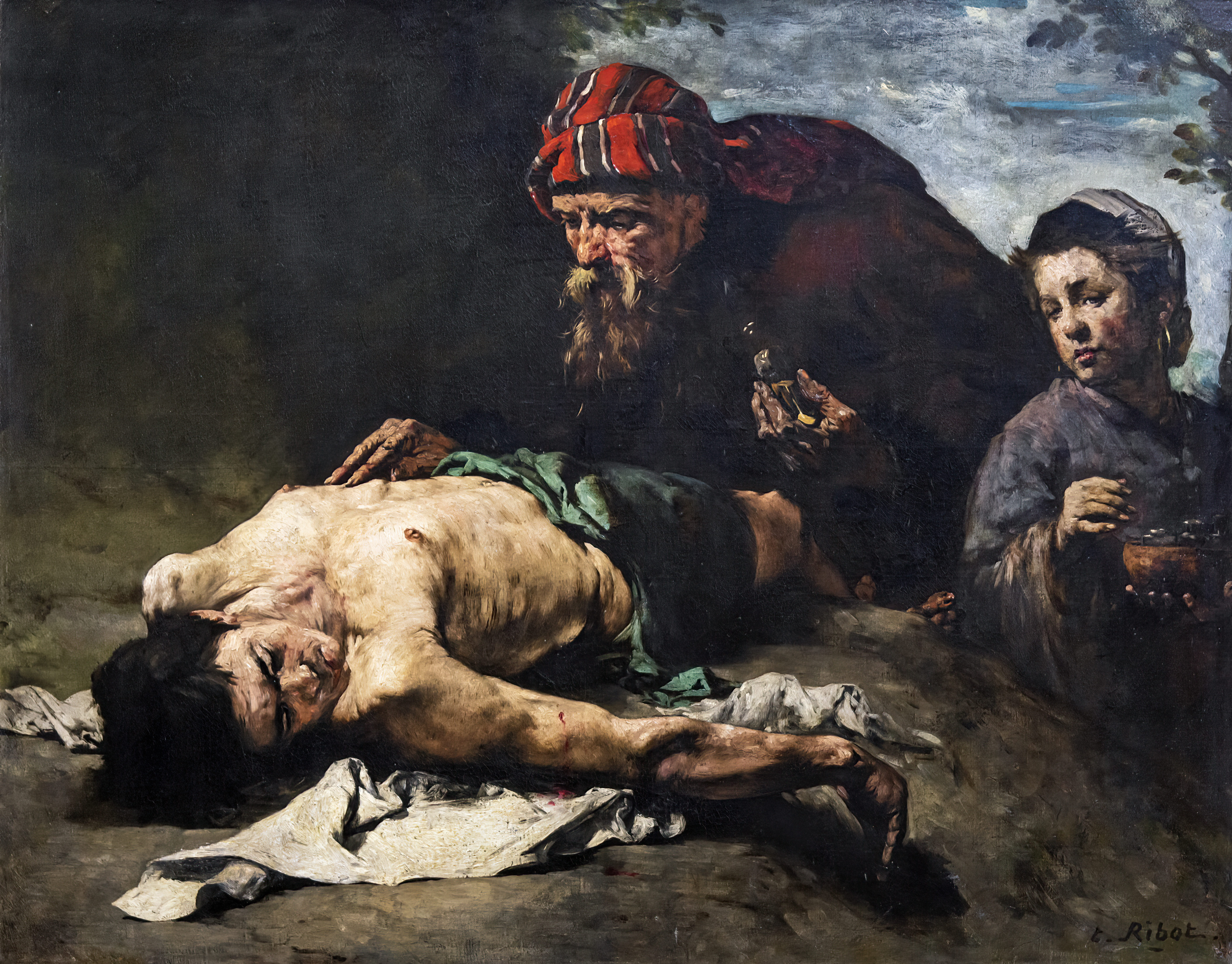
Le Bon Samaritain - Theodule Ribot - 1870 - Musée des Beaux arts de Pau.
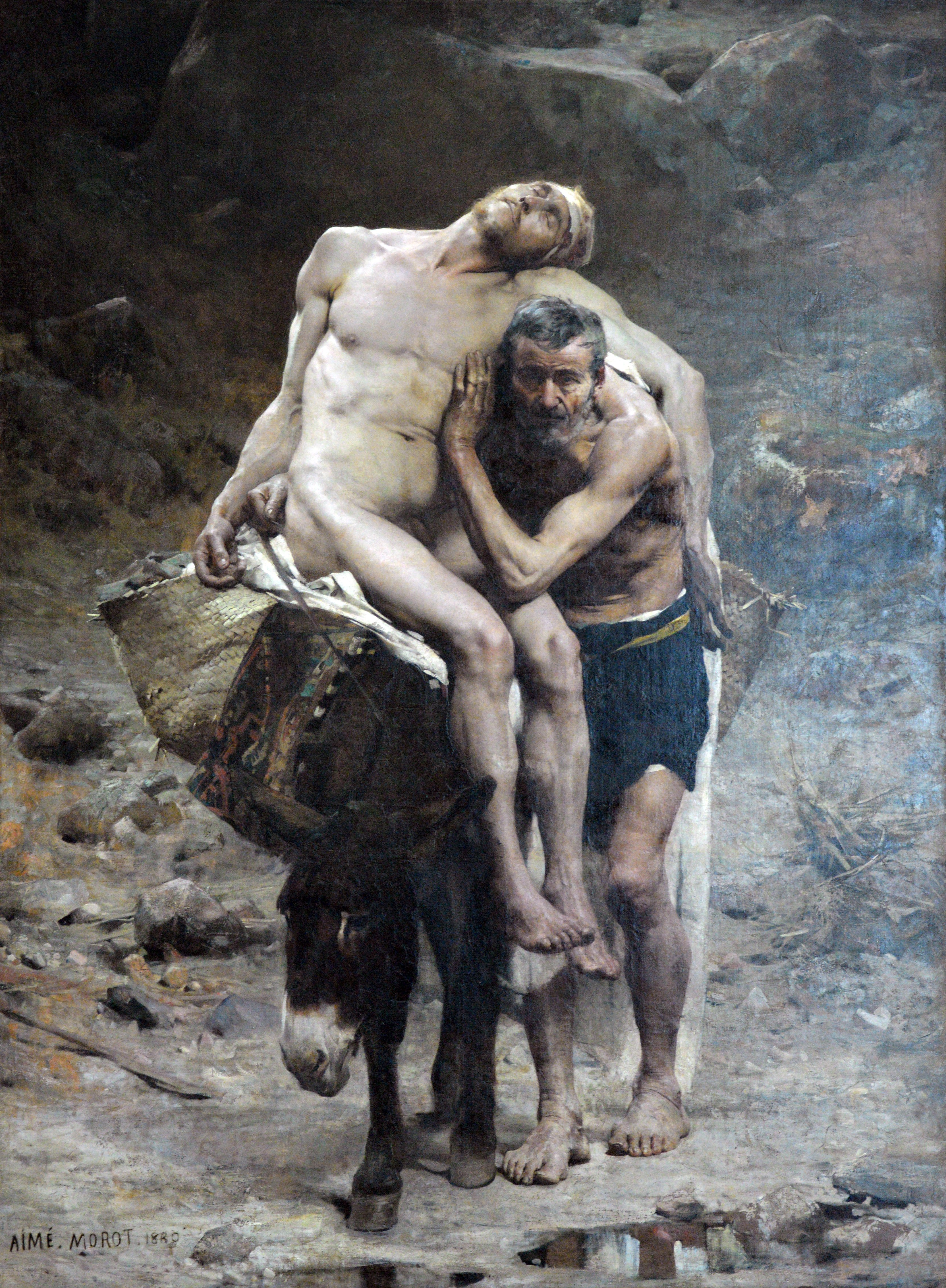
Le Bon Samaritain - Aimé Morot - 1880 - Petit Palais Paris.

### Musique
En complément à son War Requiem, écrit et créé à l'occasion de l’inauguration de la cathédrale restaurée de Coventry, le 30 mai 1962, Benjamin Britten compose l'année suivante une cantate qu'il intitule Misericordium, œuvre brève qui s'inspire de la parabole du Bon Samaritain.
Le groupe de Doom metal Candlemass a écrit une chanson appelée Samarithan sur son deuxième album Nightfall. La chanson met en scène un homme aidant un vieillard misérable, et qui se fait récompenser par le ciel pour sa bonne action.

## Divers
Le Vatican décerne chaque année une « médaille du Bon Samaritain » à ceux qui s’engagent au service des malades. En 2007, cette médaille a récompensé Mgr Thomas Williams, évêque auxiliaire de Liverpool.
Au Canada et aux États-Unis la Loi du bon samaritain protège de poursuites quelqu’un portant assistance à autrui.
Le Bon Samaritain est le nom qui a été donné à la traduction française d'une nouvelle de Shirley Jackson, et qui raconte l'histoire d'un homme en apparence bienveillant qui porte assistance à une jeune femme ivre.